# Minodora Šišović
Minodora Šišović, en serbio: Минодора Шишовић, Minodora Šišović; (Gojna Gora, Gornji Milanovac, entonces Reino de Yugoslavia hoy Serbia, 10 de septiembre de 1924 - Monasterio de Sretenje, 11 de julio de 2005) fue la monja, abadesa de Monasterio de Sretenje de la Iglesia ortodoxa de serbia, desde el 1975. hasta 2005. ano.

## Biografía
La abadesa Minodora (Šišović) nació en el pueblo de Gojna Gora cerca de Gornji Milanovac, el 10 de septiembre de 1924. En su bautismo, recibió el nombre de Mašinka. Fue criada y enseñada en una familia religiosa piadosa desde una edad temprana, por lo que decidió desde el principio que, como otras niñas de su lugar, iría a un monasterio y le dedicaría vida a Dios.
Mašinka dejó su pueblo y fue a Ovčar al monasterio femenino recién fundado Monasterio de Sretenje en 1947. En ese momento, la abadesa Ana Adžić estaba en Sretenje. Mašinka se convirtió en novicia, recibió su obediencia en el monasterio y aprendió la vida monástica. Por lo tanto, solo pasó un año de su terrible experiencia y demostró estar lista para el rango monástico. Fue ordenada monja en 1948. y recibió el nombre monástico de Minodora en el monasterio de Sretenje por el obispo de Zice, Valerian Stefanović.
Cuando la madre Jovana Srbović se mudó al recién fundado Monasterio de Vavedenje en 1975. la monja Minodora fue nombrada en su lugar en Sretenje. La abadesa Minodora fue la abadesa del Monasterio de Sretenje durante 50 años.
La abadesa Minodora falleció el 11 de julio de 2005. en el Monasterio de Sretenje, donde fue enterrada.